# Alexis Norambuena
Alexis Norambuena, né le 31 mars 1984 à Santiago du Chili, est un footballeur professionnel chilio-palestinien. Il occupe actuellement le poste de défenseur au Deportes Melipilla, au Chili.

## Biographie

### Parcours au Chili
Joueur de l'Unión Española pendant cinq saisons, Alexis Norambuena dispute cent-vingt-deux matches de première division chilienne, et remporte le championnat d'ouverture en 2005. En 2008, il rejoint le Deportivo Ñublense. Entre-temps, il est contacté par le sélectionneur de l'équipe de Palestine, ayant des origines palestiniennes, mais refuse les invitations pour conserver ses chances d'intégrer La Roja de Marcelo Bielsa.

### Découverte de l'Europe avec Białystok
À l'hiver 2008, il signe au Jagiellonia Białystok en Pologne. Après une période d'acclimatation, accélérée par la présence de nombreux Sud-Américains à Białystok, Alexis Norambuena fait ses débuts en Ekstraklasa le 29 mars, contre le GKS Bełchatów. Performant dès ce premier match, il dispute l'intégralité des suivants. La saison suivante, Norambuena est mis à disposition de la réserve par le nouvel entraîneur Michał Probierz. Il est finalement rappelé à l'hiver, et parvient à se faire une place dans le onze de départ. À partir de cette période, il est le titulaire de la défense du Jaga, avec Thiago Rangel Cionek et Andrius Skerla. En fin de saison, il est même titulaire lors de la finale de la Coupe de Pologne, qu'il remporte sur le score d'un à zéro contre le Pogoń Szczecin, et se qualifie donc pour la Ligue Europa 2010-2011. Il décide alors de prolonger son contrat de deux ans, le 30 juin.
Toujours autant utilisé par son entraîneur, il participe au court parcours de son équipe en Coupe d'Europe, mais aussi à la course au titre engagée par le Jagiellonia en championnat. Malheureusement pour lui, il termine cette saison 2010-2011 à la quatrième place, qualificative tout de même pour l'Europe.

## Palmarès
- Vice-Champion du Chili : 2004 (Clausura)
- Champion du Chili : 2005 (Apertura)
- Vainqueur de la Coupe de Pologne : 2009-10
- Vainqueur de la Supercoupe de Pologne : 2010
- Vainqueur du Championnat de Pologne de football D2 : 2013-14